# 맥라렌 MP4-22
맥라렌 MP4-22(영어: McLaren MP4-22)는 McLaren 팀이 2007년 포뮬러 원 월드 챔피언십에서 경쟁한 포뮬러 원 레이싱 카였다. 섀시는 Paddy Lowe, Neil Oatley, Pat Fry, Mike Coughlan 및 Simon Lacey가 설계했으며 Mario Illien은 맞춤형 메르세데스-벤츠 엔진을 설계했다. 이 차는 2007년 1월 15일 스페인의 Circuit de Valencia에서 테스트를 통해 공개되었으며, 두 번의 세계 챔피언 Fernando Alonso와 데뷔작 인 루이스 해밀턴이 운전했다.
MP4-22는 알론소와 해밀턴이 각각 4번의 승리를 거두며 시즌 중 가장 경쟁력이 있는 자동차 중 하나임이 입증되었다. 그러나 2007년 포뮬러 원 간첩 논란과 함께 두 드라이버 간의 치열한 경쟁으로 인해 맥라렌은 두 챔피언십에서 페라리에게 패배했다.

## 개발
새 차의 설계 철학에서 MP4-22는 "일부 고급 엔지니어링 개념"과 "새로운 공기 역학적 솔루션"을 특징으로 한다고 팀은 말하였다.
2007년 1월 17일 Fernando Alonso는 발렌시아의 Ricardo Tormo 서킷에서 가장 빠른 레이스 타임을 1:12.050으로 설정하여 쉐이크 다운 테스트를 완료했다.
2007년 5월 1일 Catalunya에서 테스트 할 때 Pedro de la Rosa는 시즌의 나머지 기간 동안 광범위하게 사용되는 새롭고 독특한 프론트 윙 디자인으로 자동차를 테스트했다. 그것은 각 엔드 플레이트의 상단에서 뻗어있는 얇은 탄소 섬유 날개를 특징으로 하며 그 위로 아치형으로 노즈콘을 우회한다.새로운 날개는 스페인 그랑프리에서 레이싱 데뷔를 했다. 날개는 요구되는 고속/저 저항 특성으로 인해 2007년 이탈리아 그랑프리에서 요구 사항에 대한 잉여로 간주되었다.

## 2007 시즌
MP4-22는 비슷한 모양의 이전 모델보다 훨씬 더 경쟁력이 있음이 입증되었으며 맥라렌은 2006년 시즌 무승부에 비해 8승을 기록했다. 이 차는 어떤 레이스에서도 기계적인 은퇴가 없는 시즌 중 가장 신뢰할 수 있는 차였으며, 필드에서 가장 빠른 두 대의 차 (페라리스와 함께) 중 하나였다. MP4-22의 낮은 다운 포스 패키지는 매우 경쟁력이 있었다. 맥라렌은 개선된 차량의 도움으로 2007년 상반기에 2006년 전체 1년 동안 그랬던 것처럼 많은 팀 포인트를 얻었다. 그러나 팀의 시즌은 드라이버 해밀턴과 알론소 사이의 치열한 경쟁에 의해 손상되었다. 알론소와 팀의 경영진 사이에 떨어졌다. 이로 인해 두 드라이버 모두 페라리의 Kimi Räikkönen이 시즌의 대부분을 우승 했음에도 불구하고 결국 1점 차로 우승을 잃게 되었다. 맥라렌은 시즌 시작부터 이탈리아 그랑프리까지 컨스트럭터 챔피언십을 이끌었고, 그 후 MP4-22가 라이벌 페라리에서 얻은 데이터를 사용했다는 주장으로 챔피언십에서 제외되었다. 이로 인해 MP4-22는 경쟁력에도 불구하고 두 챔피언십에서 우승하지 못했다.
맥라렌 레이스 드라이버는 2007년 시즌에 5,340km를 완주했으며,이 중 45%는 레이스를 이끌었다.MP4-22는 또한 테스트에서 27,150km를 완료했다. 페르난도 알론소, 루이스 해밀턴, Pedro de la Rosa, Gary Paffett 및 Jamie Green은 각각 8,277km, 7,714km, 8,277km, 2,842km 및 28km를 완주했다.
MP4-22의 후속 차종은 맥라렌 MP4-23이다.

## 갤러리

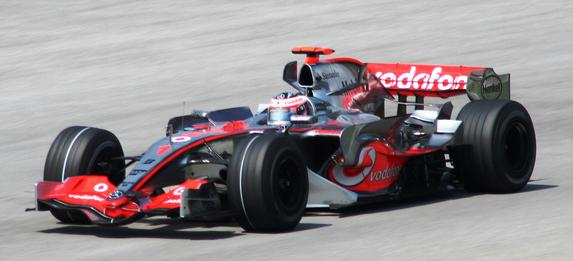
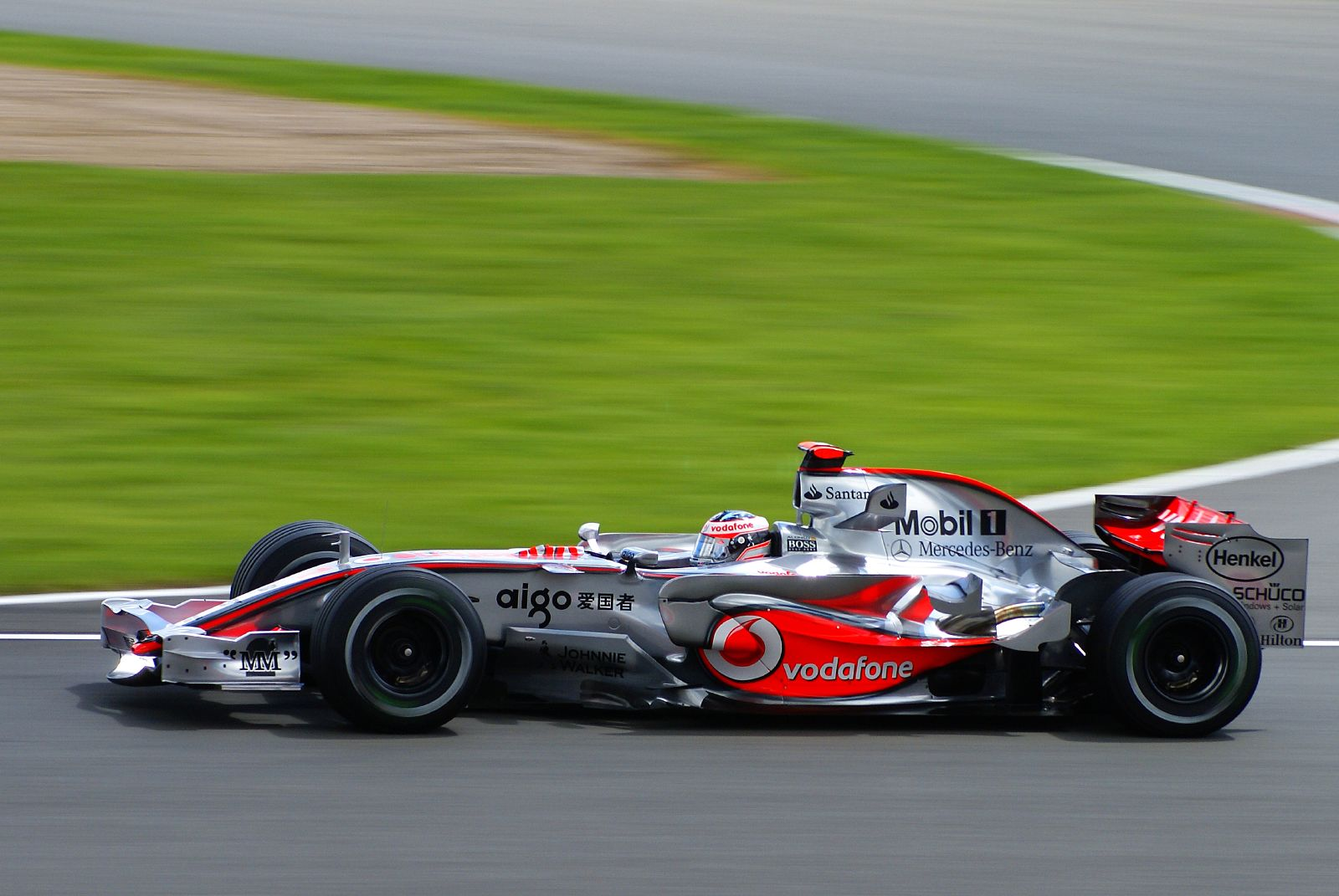
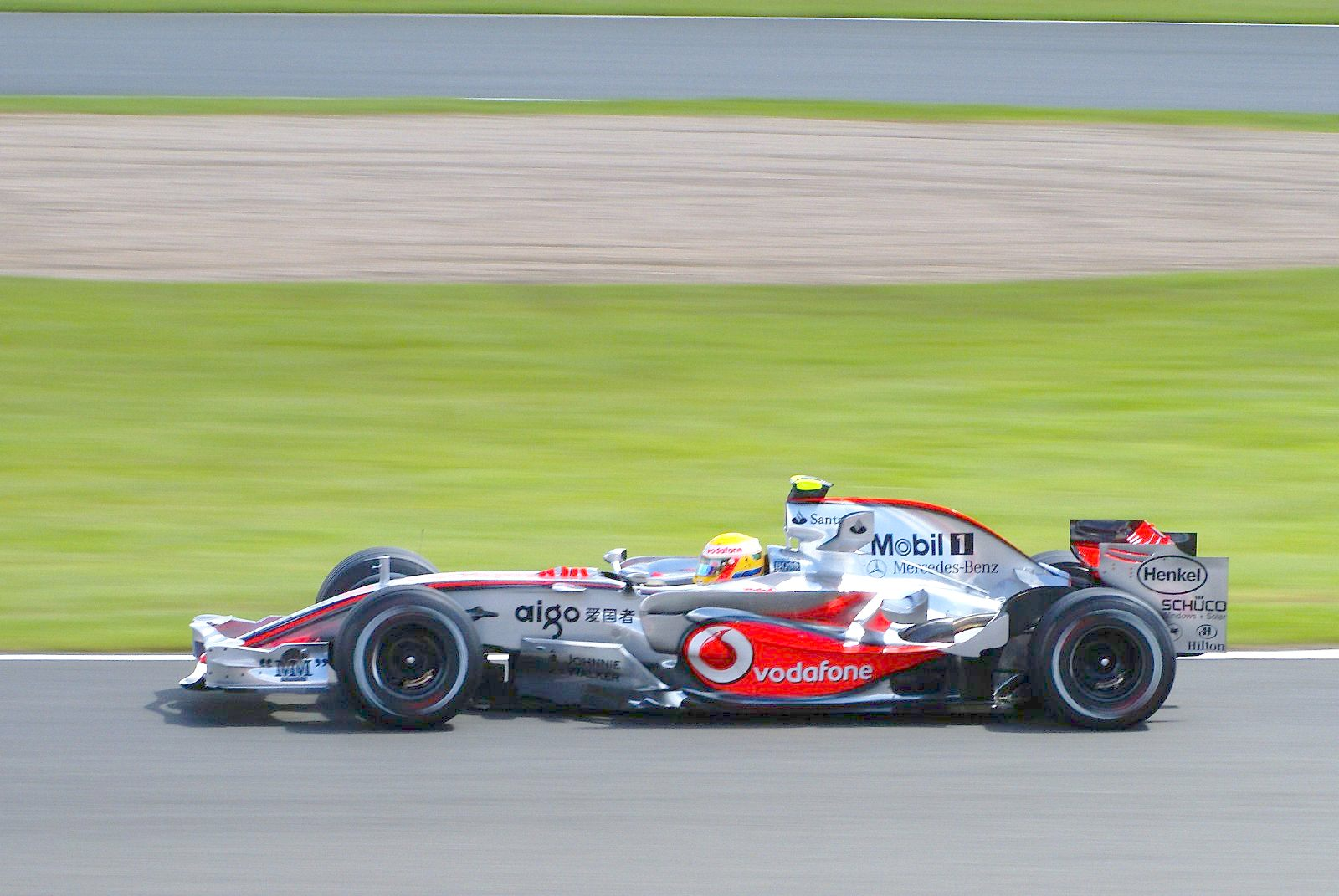
해밀턴은 영국 그랑프리에서 MP4-22를 운전했다.

## 경기 결과
(key) (results in bold indicate pole position; results in italics indicate fastest lap)
| 연도   | 팀명   | 엔진                  | 타이어 | 드라이버        | 1   | 2   | 3   | 4   | 5   | 6   | 7   | 8   | 9   | 10  | 11  | 12  | 13  | 14  | 15  | 16  | 17  | Points | WCC |
| ------ | ------ | --------------------- | ------ | --------------- | --- | --- | --- | --- | --- | --- | --- | --- | --- | --- | --- | --- | --- | --- | --- | --- | --- | ------ | --- |
| 2007년 | 맥라렌 | 메르세데스 FO 108T V8 | B      |                 | AUS | MAL | BHR | ESP | MON | CAN | USA | FRA | GBR | EUR | HUN | TUR | ITA | BEL | JPN | CHN | BRA | -      | EX* |
| 2007년 | 맥라렌 | 메르세데스 FO 108T V8 | B      | 페르난도 알론소 | 2   | 1   | 5   | 3   | 1   | 7   | 2   | 7   | 2   | 1   | 4   | 3   | 1   | 3   | Ret | 2   | 3   | -      | EX* |
| 2007년 | 맥라렌 | 메르세데스 FO 108T V8 | B      | 루이스 해밀턴   | 3   | 2   | 2   | 2   | 2   | 1   | 1   | 3   | 3   | 9   | 1   | 5   | 2   | 4   | 1   | Ret | 7   | -      | EX* |

 맥라렌은 헝가리에서 열린 컨스트럭터 챔피언십에서 점수를 받지 못했다.
- 맥라렌은 2007년 간첩 논란으로 인해 모든 WCC 점수가 하락하였다.